# 三だいの機関車
『三だいの機関車（汽車のえほん1）』（さんだいのきかんしゃ（きしゃのえほん1））（原題 : The Three Railway Engines）は、低学年の児童向け絵本シリーズ「汽車のえほん」の第1巻である。

## 概要
1945年5月12日にイギリスで発行されたウィルバート・オードリー牧師執筆の汽車のえほんシリーズの第1巻。4話の短編作品を収録。挿絵はウィリアム・ミドルトン、のちにレジナルド・ダルビーが担当。オードリー牧師は実物志向なので、柔らかく淡い描線のミドルトンの挿絵に非常に不満を抱いており、重版時にダルビーによって描き直された。
ポプラ社から1973年11月に日本語訳が出版されていたが、2004年ごろ品切重版未定となり、2005年に『3だいの機関車』という名で新装改訂版が出版された。また、2010年12月にはミニ新装版が、2022年12月には新・汽車のえほんが発売された。

## 成立の過程
汽車のえほんシリーズの第1巻であるため、成立の過程は、汽車のえほんの中で詳述。

## 収録作品
- エドワードのたのしい一日 (Edward's Day Out)
- エドワードとゴードン (Edward and Gordon)
- なさけないヘンリー (The Sad Story of Henry)
- なかよしになった三だい (Edward, Gordon and Henry)

## 登場キャラクター
テレビシリーズの機関車紹介と重複する解説は省略、本巻の内容で特筆すべきものを紹介。
メインキャラクター
- エドワード：オードリー牧師はファーネス鉄道「ラージャー・シーガル」4-4-0をモデルにしてスケッチを描いた。前任者ミドルトンはそれなりに特徴を捉えて描いていたが、ダルビーは鉄道に関する知識を持ち合わせないのにオードリー牧師と十分な打ち合わせをしないで描いてしまったので、モデルとはかけ離れたデザインになってしまった。
- ゴードン：絵本の最初の挿絵には、車庫に6台の機関車がおり手前から2番目がゴードンらしい。名前の由来は、オードリー牧師の息子クリストファーの子供時代の近所のガキ大将。顔のモデルは担当編集者のエリック・マリオットらしい。実在の機関車のモデルはロンドン・アンド・ノース・イースタン鉄道の「クラスA1」だが、これも鉄道に関する知識を持ち合わせないレジナルド・ダルビーの手により、小型機関車用のテンダーと四角いバッファーという実際のA1にはありえない装備を施されてしまった。しかし、作画的には四角いバッファーがゴードンの個性になっており、続巻やTVシリーズでも引き継がれている。
- ヘンリー：絵本の最初の挿絵には、車庫に6台の機関車がおり、一番奥がヘンリーらしい。トンネルの中に閉じこもってしまい、入り口を塞がれて放置されてしまうが、これは19世紀イギリスのある鉄道でアメリカ製の機関車がトンネルの中で故障し、そのまま放置された出来事が元になっている。また、トンネルに入る前は軸配置が4-6-2であるが、出てきた後は軸配置が4-6-0になるという作画ミスが起こっている。4話のエピローグで緑色から青色に塗り替えられたが、5巻から再び元の緑色に戻ってしまう。これは姿の似ているゴードンとの区別をはっきりさせるためである。レジナルド・ダルビーは色彩の使い方や構図の採り方、風景・人物などの画作りは巧みで鮮やかなのだが、肝心の鉄道・機関車に関する知識の無さと描写の一貫性の無さが本シリーズの挿絵画家としては問題だった。なお、オードリー牧師が示したスケッチでは軸配置4-4-2のエドワードに似たデザインになっている。

サブキャラクター
- 87546号と98462号：絵本の最初の挿絵には車庫に6台の機関車がおり、奥から2番目が87546号、奥から4番目が98462号で、いずれも青い機関車である。オードリー牧師の原案にはなく、挿絵にてモブキャラクター扱いで描かれたもので、これについて読者から質問されたオードリー牧師がのちに番号を与えた。よって本文中にも形式を特定する記述は無い。

この巻以降の話に登場しない理由は、生意気で行儀が悪いため他の鉄道に売却されてしまったということになっている。テレビシリーズではこの2台の青い機関車は登場せず、代わりにトーマスとジェームスが登場する。
- 赤い機関車：絵本の最初の挿絵における6台の機関車のうち、奥から3番目の機関車。ヘンリーがトンネルに閉じこもった時も後続列車として登場（人形劇版ではトーマスが、CGアニメ版の「トーマスのはじめて物語」では黒いジェームスが応援に来る）。いずれも本文中で名前は言及されていない。ミドルトンの挿絵では軸配置が4-6-2であるのに対し、ダルビーの挿絵は2-6-0であるなど異なって描かれている。

外観はジェームスに類似しており、日本語版の旧版表紙見返しの機関車紹介欄には「ジェームズ 1・2・3・5・6・7・8・9・10・11・12・13・14・15巻にでてきます．」と、この赤い機関車がジェームズ（ジェームス）であると判断されている。しかし、ジェームスは元々黒色であり（第2巻参照）、後に塗り直されて赤色になっているため、時系列上、この赤い機関車はジェームスとは別の機関車とされる。「Island of Sodor: Its People, History and Railways」でも、ジェームスとは別の機関車とされている。